# Swan Turnblad
Swan J. Turnblad, ursprungligen Sven Johan Olofsson, född den 7 oktober 1860 i Tubbemåla, Vislanda församling, Småland, död den 17 maj 1933 i Minneapolis, var en svenskamerikansk tidningsman.

## Biografi

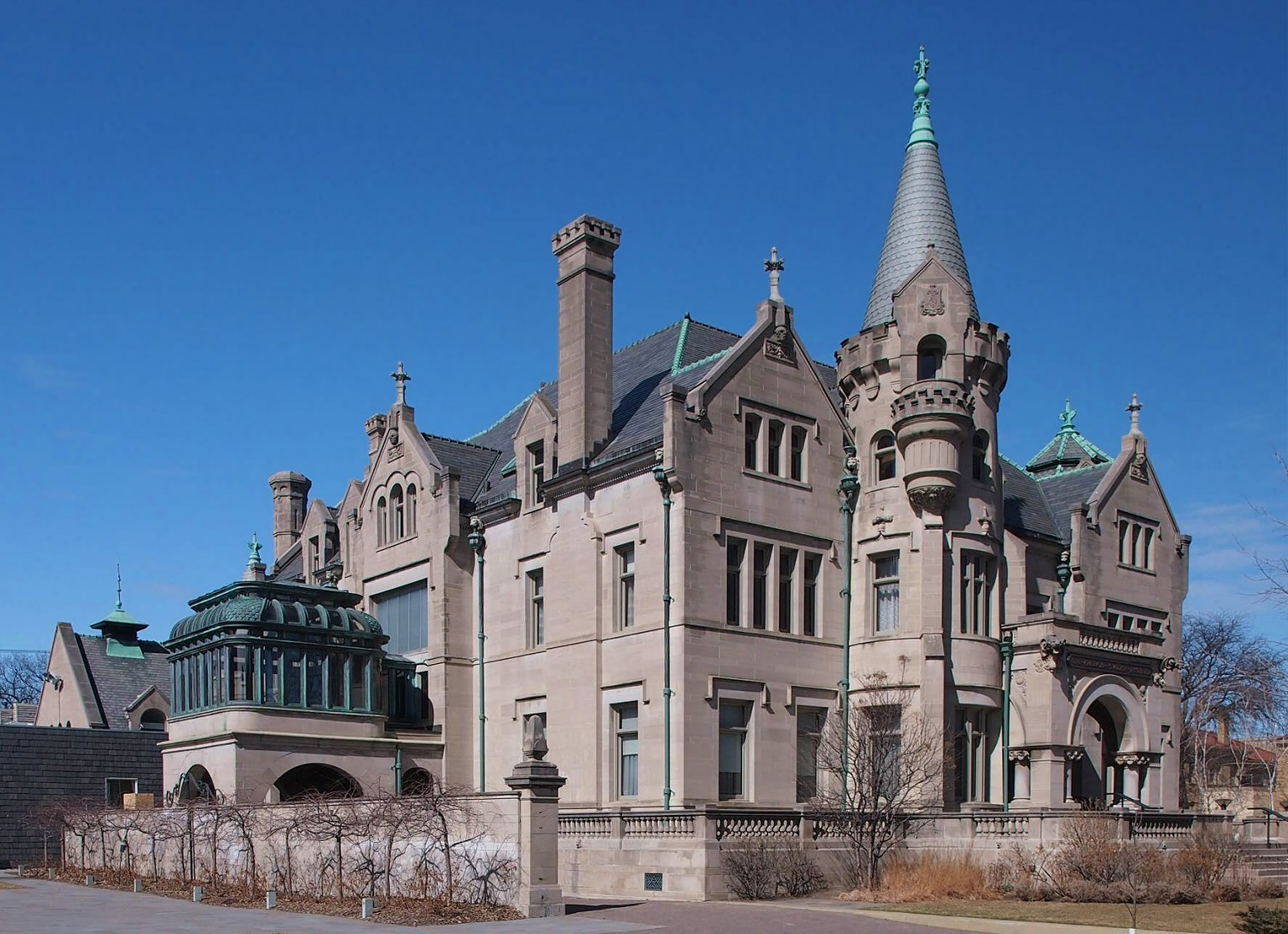
Swan Turnblad Mansion.

Turnblad åtföljde vid åtta års ålder till Amerika sina föräldrar, som bosatte sig i svenska nybygget Vasa i staten Minnesota. Efter att ha lärt typografyrket blev han 1887 affärsföreståndare för den i Minneapolis utkommande svenska veckotidningen "Svenska amerikanska posten", av vilken han sedan var huvuddelägare och utgivare. Turnblad uppdrev dess spridning så, att den 1918 utgick i en upplaga av 35 000 exemplar.
1929 donerade Turnblad, som blivit en förmögen man, familjens privata residens, bibliotek, konstsamlingar samt Svenska Amerikanska Posten till American Swedish Institute. Donationens värde beräknades uppgå till 1,5 miljoner dollar.